# 大塚玲奈
大塚 玲奈（おおつか れいな、1980年 - ）は、日本出身の社会起業家、国際公務員。エコトワザ代表取締役社長を経て、国連開発計画データイノーベーション専門官。駐日アメリカ合衆国大使起業家大賞等受賞。ダボス会議グローバル・シェーパーズ・コミュニティ選出。

## 人物・経歴
東京都生まれ。2歳から10歳まで父の仕事に伴いニューヨーク州で暮らす。アメリカ合衆国の知能指数トップ5％の児童を対象とするGifted and Talentedのプログラムに参加。
女子学院中学校・高等学校を経て、2004年に一橋大学法学部を卒業。大学在学中の2001年から2002年まで一橋大学海外派遣留学制度でカリフォルニア大学バークレー校に留学。2016年広島平和構築人材育成センタープライマリー・コース修了。2017年ハーバード大学大学院修了、M.A.（学術修士）。
株式会社リクルート住宅情報事業部で営業や事業企画に従事したのち、2006年株式会社エコトワザ設立。同社代表取締役社長。2017年から国連開発計画環境専門官としてルワンダ事務所で生物多様性関連のプログラムを担当したのち、2020年から国連開発計画ニューヨーク本部データイノーベーション専門官。
女性起業家大賞スタートアップ部門優秀賞・全国商工会議所女性会連合会会長賞受賞、駐日アメリカ合衆国大使起業家大賞受賞。ダボス会議グローバル・シェーパーズ・コミュニティ（GSC）選出。環境ビジネスウィメン4期生。

## 訳書
- ジョン・コッター,ホルガー・ラスゲバー『ナディアが群れを離れる理由』（小池百合子監訳）ダイヤモンド社 2017年